# فهرست شبکه‌های تلویزیونی
فهرست شبکه‌های تلویزیونی کشورهای مختلف:
- فهرست شبکه‌های تلویزیونی ایران
- فهرست شبکه‌های تلویزیونی کانادا
- فهرست شبکه‌های تلویزیونی ترکیه
- فهرست شبکه‌های تلویزیونی آلمان